# Symphurus regani
Symphurus regani är en fiskart som beskrevs av Weber och De Beaufort 1929. Symphurus regani ingår i släktet Symphurus och familjen Cynoglossidae. Inga underarter finns listade i Catalogue of Life.